# Mitsubishi Space Star (2013)
Mitsubishi Space Star – samochód osobowy z pogranicza aut segmentu A i B produkowany przez japoński koncern Mitsubishi Motors w latach 2012–2024. Space Star na rynku amerykańskim oferowany jest pod nazwą Mirage, również w wersji sedan.

## Historia i opis pojazdu

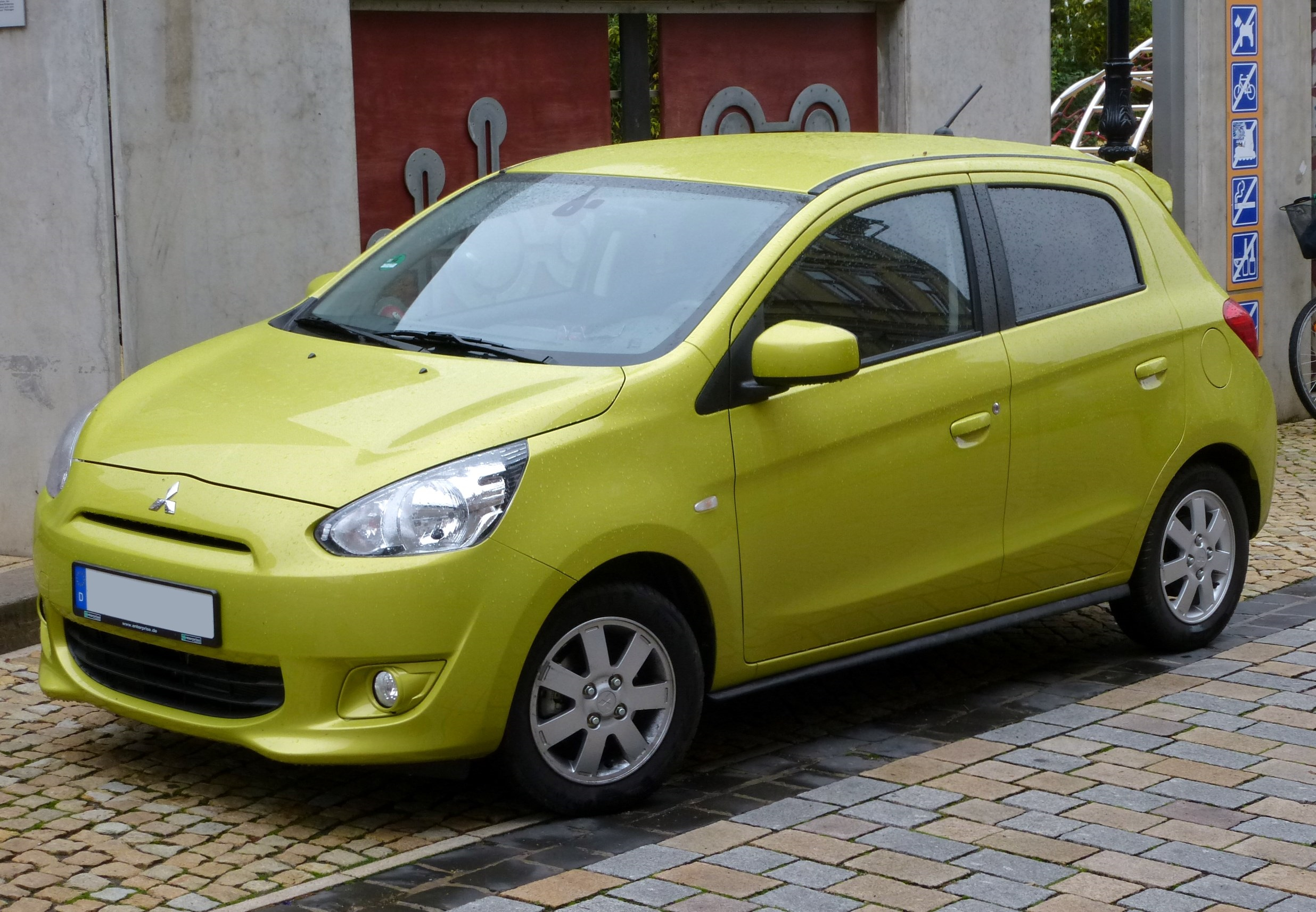
Mitsubishi Space Star przed face liftingiem

Samochód trafił do produkcji w 2012 roku, również w tym roku rozpoczęto jego dystrybucje na wielu rynkach m.in. polskim.
W grudniu 2015 roku na targach motoryzacyjnych w Los Angeles przedstawiono zmodernizowaną wersję pojazdu. Zmianom uległ m.in. grill i zderzak przedni i tylny, tylny spojler, zmienione zostały tylne światła oraz dodane bi-ksenonowe oraz ledowe światła pozycyjne. Samochód po face liftingu został wydłużony o 85 mm, dodane zostały nowe wzory felg i lakiery. Producent deklaruje także poprawę materiałów wewnątrz, gdzie pojawił się także nowy system multimedialny z 6,5 calowym ekranem dotykowym. Zmiany objęły także zawieszenie.

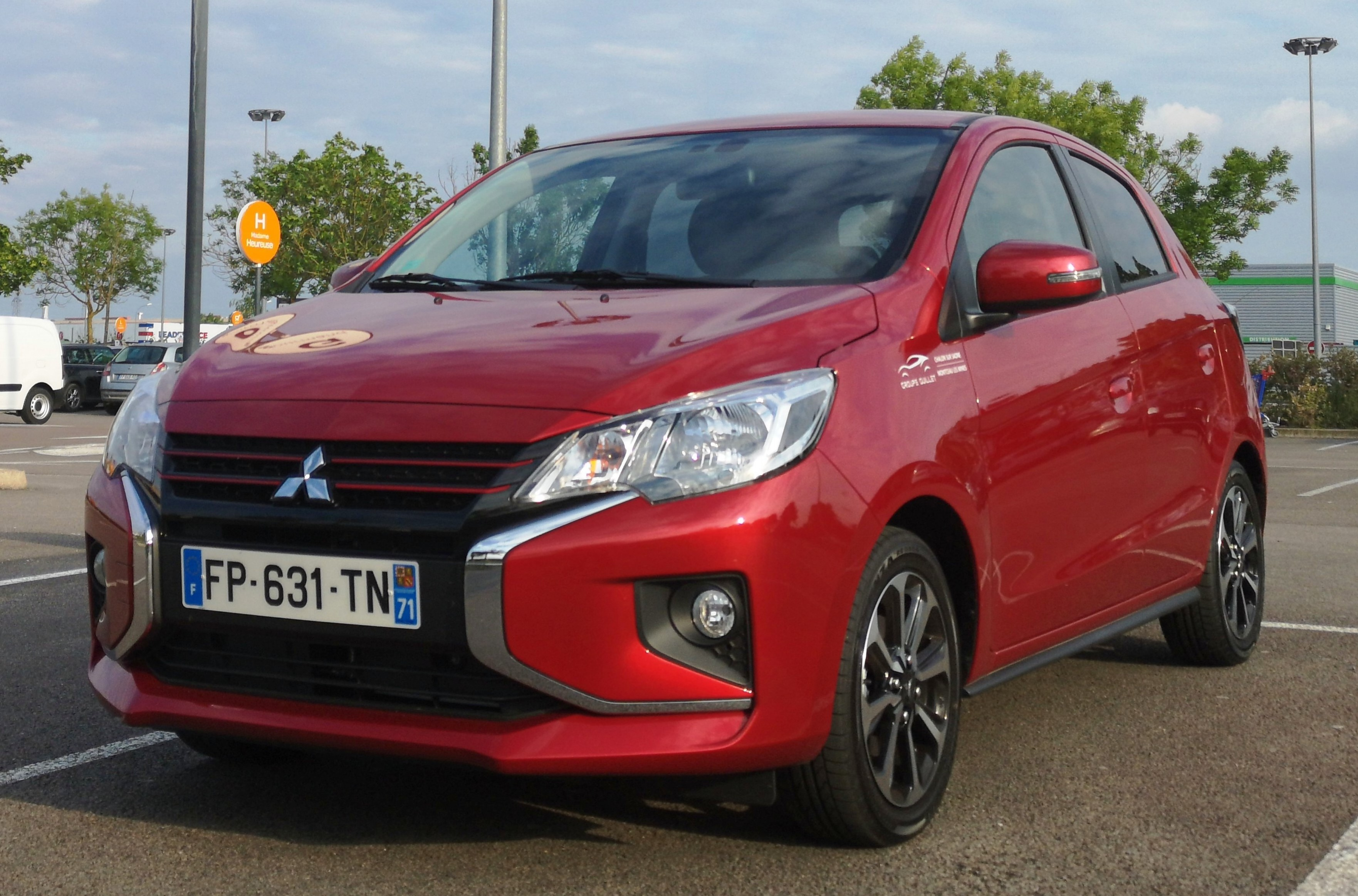
Mitsubishi Space Star po drugim face liftingu

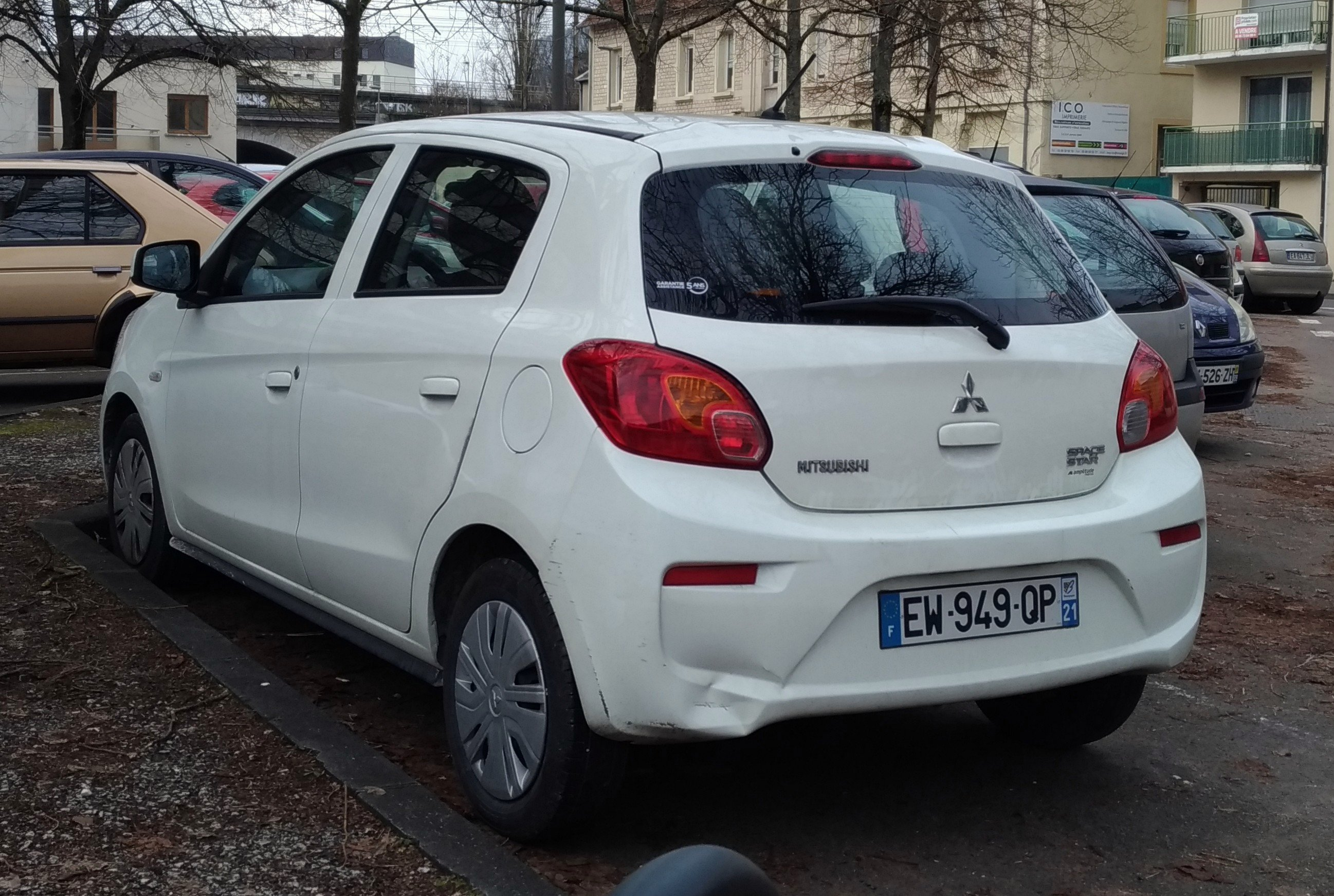
Mitsubishi Space Star przed face liftingiem – tył pojazdu

Równocześnie z modernizacją wycofano samochód z polskiej sieci sprzedaży. Importer tłumaczył to m.in. niekorzystnymi kursami walut. Wiosną 2018 roku jednak samochód wrócił do Polski co eksperci tłumaczą możliwością zachowania atrakcyjnego poziomu cenowego, co udało się dzięki negocjacjom z centralą producenta.
Pod koniec 2019 roku samochód przeszedł drugi face lifting. Samochód otrzymał zupełnie nowy pas przedni (nawiązujący do nowego Eclipse Crossa czy Outlandera), natomiast z tyłu zmieniono lampy oraz zderzak. Wnętrze pozostało bez większych zmian aczkolwiek producent zdecydował się poprawić jakość materiałów wykończeniowych oraz wprowadzić nowy system multimedialny z 7-calowym ekranem dotykowym i obsługą Android Auto/Apple Car Play.

## Wyposażenie[5]
- Inform
- Invite
- Intense
- Instyle
- Insport – wersja specjalna

Uwaga: znajdujące się poniżej opisy poszczególnych opcji wyposażenia dotyczą modelu z roku 2020.
Standardowe wyposażenie podstawowej wersji Inform pojazdu obejmuje m.in. 6 poduszek powietrznych, 14 calowe felgi stalowe, system wspomagania ruszania pod górę, światła do jazdy dziennej, zderzaki, lusterka i klamki lakierowane pod kolor nadwozia, regulacja wysokości kierownicy, czujnik deszczu i zmierzchu, wspomaganie kierownicy, centralny zamek z pilotem, elektrycznie regulowane szyby przednie, radio CD/MP3 z 2 głośnikami, oraz klimatyzację manualną.
Bogatsza wersja Invite dodatkowo wyposażona jest m.in. w światła tylne LED, podgrzewane lusterka zewnętrzne, kierownice i gałkę zmiany biegów obszyte skórą, regulację wysokości fotela kierowcy, elektrycznie regulowane szyby tylne, a także system głośnomówiący Bluetooth.
Kolejna w hierarchii wersja Intense dodatkowo wyposażona została m.in. w 15-calowe felgi aluminiowe, światła przeciwmgielne, przyciemniane szyby, 4 głośniki w systemie audio, oraz klimatyzację automatyczną.
Najbogatszą wersję Instyle dodatkowo wyposażona została także m.in. w automatyczne światła drogowe, system ostrzegający o niezamierzonej zmianie pasa ruchu, reflektory przednie, oraz światła do jazdy dziennej LED, kamerę cofania, dostęp bezkluczykowy, a także stację multimedialną z 7 calowym ekranem dotykowym i systemem Android Auto/Apple Car Play.

## Silniki[6]
| Silnik    | Pojemność Skokowa Cm³ | Moc maksymalna [[[Koń mechaniczny\|KM]]] przy obr./min | Maks. moment obrotowy [[[Niutonometr\|Nm]]] przy obr./min |
| --------- | --------------------- | ------------------------------------------------------ | --------------------------------------------------------- |
| 1.0 MIVEC | 999                   | 71/6000                                                | 88/5000                                                   |
| 1.2 MIVEC | 1193                  | 71/6000                                                | 106/4000                                                  |